# Delaware National Guard

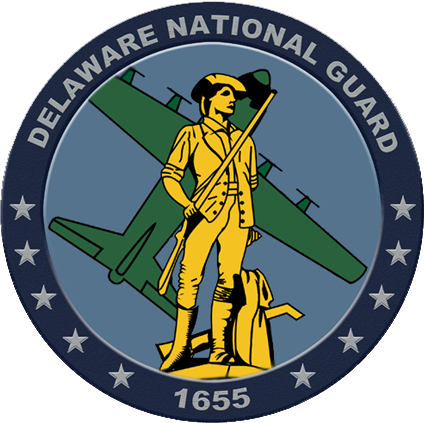
Logo der Delaware National Guard

Die Delaware National Guard des US-Bundesstaates Delaware ist Teil der im Jahr 1903 aufgestellten Nationalgarde der Vereinigten Staaten (akronymisiert USNG) und somit auch Teil der zweiten Ebene der militärischen Reserve der Streitkräfte der Vereinigten Staaten.

## Organisation
Die Mitglieder der Nationalgarde sind freiwillig Dienst leistende Milizsoldaten, die dem Gouverneur von Delaware John C. Carney unterstehen. Bei Einsätzen auf Bundesebene ist der Präsident der Vereinigten Staaten Commander-in-Chief. Adjutant General of Delaware ist seit 2019 Major General Michael R. Berry.
Die Delaware National Guard besteht aus den beiden Teilstreitkraftgattungen des Heeres und der Luftstreitkräfte, namentlich der Army National Guard und der Air National Guard.  Davon zu trennen ist die Staatsgarde, die Delaware State Guard  (aktiv 1917–1919 und 1941–1947), die allein dem Bundesstaat verpflichtet ist.
Die Delaware Army National Guard hatte 2017 eine Personalstärke von 1513, die Delaware Air National Guard eine von 1094, was eine Personalstärke von gesamt 2607 ergibt.

## Geschichte
Die Delaware National Guard führt ihre Wurzeln auf Milizverbände schwedischer Siedler aus dem Jahre 1655 zurück. Die damaligen drei südlichen Counties der Province of Pennsylvania sagten sich 1776 von Pennsylvania los und bildeten einen eigenen Staat, dessen gut organisierte und geführte Miliz bereits zu Anfang des Unabhängigkeitskrieges 3000 Freiwillige zählte. Obgleich Delaware ein sklavenhaltender Staat war, stand der Bundesstaat mit seiner Miliz während des Sezessionskrieges auf Seiten der Nordstaaten. Die Nationalgarden der Bundesstaaten sind seit 1903 bundesgesetzlich und institutionell eng mit der regulären Armee und Luftwaffe verbunden, so dass unter bestimmten Umständen mit Einverständnis des Kongresses die Bundesebene auf sie zurückgreifen kann. Die Nationalgarde wurde nachfolgend in jedem größeren Konflikt eingesetzt, so im Ersten und Zweiten Weltkrieg als auch im Koreakrieg. Nach den Anschlägen vom 11. September 2001 wurde die Nationalgarde im Krieg gegen den Terror u. a. auch im Irak und in Afghanistan eingesetzt. 2005 wurde infolge Hurrikan Katrina die Nationalgarde zu Hilfe gerufen und 125.000 Nationalgardisten aus allen Bundesstaaten eingesetzt. 2020 wird die Nationalgarde auch zur Unterstützung des Gesundheitssystems gegen COVID-19 eingesetzt. Beim Sturm auf das Capitol 2021 wurden u. a. Einheiten der Delaware National Guard zur Wiederherstellung der Ordnung eingesetzt.

## Einheiten

### Einheiten der Delaware Army National Guard
- Joint Force Headquarters (Army) in Wilmington
- 31st Civil Support Team (WMD)

- 261st Signal Brigade (TTSB)
- 72nd Troop Command
  - Headquarters and Headquarters Detachment (HHD)
  - 721st Troop Command (Battalion)
  - 722d Troop Command (Battalion)

### Einheiten der Delaware Air National Guard
- 166th Airlift Wing auf der New Castle Air National Guard Base